# Tunja
För andra betydelser, se Tunja (olika betydelser).

Kommunens läge i departementet Boyacá.

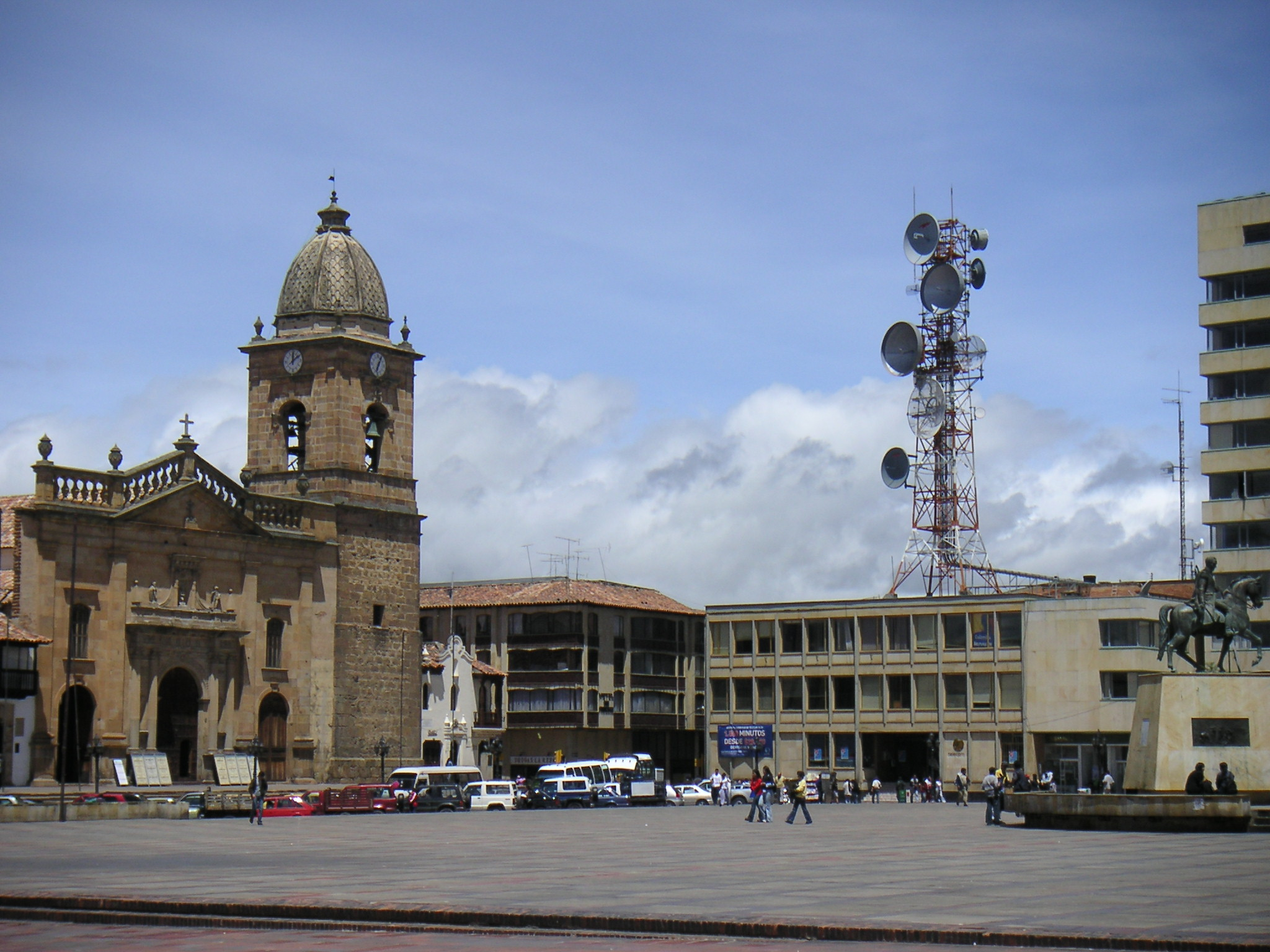
Katedralen och Plaza de Bolivar.

Tunja är en kommun och stad i centrala Colombia och är den administrativa huvudorten för departementet Boyacá. Staden hade 157 297 invånare år 2008, med totalt 164 676 invånare i hela kommunen på en yta av 118 kvadratkilometer. Tunja grundades den 6 augusti 1539, och var under en tid huvudstad för den kortlivade staten Provincias Unidas de Nueva Granada (1811-1816).